# Barney Calhoun
Pour les articles homonymes, voir Calhoun.
 (janvier 2019).
Si vous disposez d'ouvrages ou d'articles de référence ou si vous connaissez des sites web de qualité traitant du thème abordé ici, merci de compléter l'article en donnant les références utiles à sa vérifiabilité et en les liant à la section « Notes et références ».
Barney Calhoun est un personnage de jeu vidéo de la série Half-Life et le héros de Half-Life: Blue Shift. Si Barney Calhoun est un personnage à part entière qui joue un rôle important dans la série, « Barney » est un nom générique pour désigner les gardes de sécurité du Centre de Recherche de Black Mesa (dont Barney Calhoun fait partie).

## Biographie fictive

### Blue Shift
Au début de Blue Shift, Barney Calhoun est appelé pour aller réparer un ascenseur dans le Secteur G de Black Mesa où sont bloqués deux scientifiques. C'est pendant la remise en fonction de l'ascenseur, lorsque celui-ci reprend son trajet, que la cascade de résonance se déclenche dans le Centre. L'ascenseur lâche et s'écrase, tuant les deux scientifiques et assommant Calhoun. À son réveil, celui-ci doit se battre contre des extraterrestres qui ont envahi Black Mesa pour rejoindre la surface. Pendant son périple à travers le complexe, il rencontre le Docteur Rosenberg, un chercheur de haut rang travaillant sur la téléportation.
Rosenberg emmène Calhoun dans une ancienne zone condamnée de Black Mesa où se trouve un prototype de téléporteur et, avec l'assistance de deux autres scientifiques, Rosenberg téléporte Calhoun sur Xen afin qu'il réactive un vieux dispositif de triangulation. De retour sur Terre, Barney Calhoun et les trois scientifiques parviennent à se téléporter à une entrée non-surveillée du Centre de Black Mesa. Un défaut de fonctionnement téléporte Calhoun rapidement à divers endroits de Black Mesa avant de finalement retourner à l'entrée du Centre et de pouvoir s'échapper avec les trois scientifiques à bord d'un SUV.
Il est le seul des trois principaux protagonistes de l'incident de Black Mesa à avoir réellement réussi à s'échapper du Complexe de Black Mesa ainsi que de l'emprise du G-Man.

### Half-Life 2
Barney Calhoun est un des principaux personnages de Half-Life 2. La manière dont il est arrivé à Cité 17, comme tout ce qui lui est arrivé depuis sa fuite de Black Mesa et le sort des trois autres scientifiques qui l'accompagnaient, n'est pas expliqué. 
Il apparait pour la première fois déguisé en policier de la protection civile du Cartel et vient plusieurs fois en aide à Gordon Freeman. Il apparait clairement comme l'un des chefs de la rébellion contre la domination extraterrestre.
Vers la fin du jeu, Barney participe au soulèvement massif de Cité 17 contre le Cartel et combat brièvement aux côtés de Gordon dans un ancien musée reconverti en base des soldats Combine. La santé de Barney se régénère très rapidement, et, bien qu'il ne soit pas invincible, il est difficile qu'il meure à moins que le joueur ne l'envoie à sa perte.

#### Episode One
Dans Half-Life 2: Episode One, Alyx et Gordon rencontrent Barney dans un immeuble où se sont réfugiés des membres de la résistance. Barney s'occupe de l'évacuation des habitants de Cité 17 avant la très proche destruction de celle-ci à cause de l'entrée en fusion du réacteur de la Citadelle provoquée par Freeman à la fin de Half-Life 2. Alyx et Gordon se chargent d'occuper le Cartel en faisant diversion tandis que Barney amène les survivants à la gare de Cité 17 où doit se faire l'évacuation. Gordon et Alyx le rejoignent ensuite là-bas où ils l'aident à escorter les réfugiés. Finalement, on le voit partir dans le dernier convoi de réfugiés tandis que Alyx et Gordon empruntent un autre train.

#### Episode Two
Barney n'est présent à aucun moment dans Half-Life 2: Episode Two, et il n'est à aucun moment fait mention de ce qui lui est arrivé. On sait également qu'il n'a pas pu rester à Cité 17 car il part de la ville peu avant Alyx et Gordon.

## Description

### Les «Barney»
Dans le premier Half-Life, le nom « Barney » regroupait l'ensemble du personnel de sécurité de Black Mesa. Jamais surnommé ainsi dans le jeu, le nom interne du modèle du personnage est « monster_barney » et le modèle du mode multijoueur est simplement nommé « barney ». Le nom est né dans les premières versions alpha du jeu où le modèle du personnage avait une certaine ressemblance avec l'acteur Don Knotts et était inspiré de son personnage « Barney Fife » du Andy Griffith Show, qui a longtemps été aux États-Unis un terme péjoratif pour désigner un policier ou un garde.
Au départ, les « Barneys » étaient prévus pour être des ennemis qui attaqueraient le joueur. Cependant, pour tester certains scripts d'IA et des routines de combat, Barney a été temporairement changé pour accompagner le joueur. Les testeurs ont tellement adoré le comportement de Barney (un peu maladroit) que son rôle et ses scripts ont été retravaillés pour en faire un allié.
Au cours du jeu, les Barneys occupent un rôle similaire aux scientifiques en fournissant de petits indices sur l'histoire à travers leurs conversations. De plus, ils peuvent servir de renfort au joueur durant les combats avec jusqu'à deux Barneys pouvant suivre le joueur à n'importe quel moment. Chaque Barney possède un pistolet mais leur efficacité au combat est souvent limitée à cause d'un mauvais pathfinding et d'un temps de réponse lent. Cependant, certains joueurs ont remarqué les étranges capacités de combat des Barneys par rapport aux militaires de l'UCEH où il est capable de tuer un, voire plusieurs, de ces soldats pourtant plus armés et mieux protégés que lui, probablement en raison de sa précision à longue distance.
Blue Shift a révélé que Barney Calhoun était le garde de sécurité qui tapait à une porte que Gordon Freeman croise en tram durant la séquence d'ouverture de Half-Life.
La première extension de Half-Life, Opposing Force a confirmé le prénom de Barney dans le dialogue. Également, un collègue de Barney, plus gros et avec une moustache, Otis (du nom d'un autre personnage du Andy Griffith Show), apparait ; ces deux « types » de gardes viennent en aide à Adrian Shephard, tout comme Barney a aidé Gordon Freeman au départ.

### Barney Calhoun
Barney obtient un rôle phare dans l'extension suivante, Blue Shift, où on lui attribue finalement un nom de famille, Calhoun, et un aspect revu. Contrairement à Freeman et Shepard, Barney ne possède pas une combinaison de protection intégrale et n'est vêtu que d'un gilet pare-balles et d'un casque. Ainsi, il ne peut pas utiliser les stations de recharge pour H.E.V. et Calhoun doit ramasser des gilets neufs s'il veut restaurer son armure. Contrairement aux deux autres protagonistes, Calhoun ne rencontre aucun autre garde de sécurité en vie après la catastrophe (à l'exception d'un seul qui vit juste assez longtemps pour lui expliquer le mode de rechargement des batteries).
Barney Calhoun est employé en tant que garde de sécurité au Centre de Black Mesa avec une habilitation de niveau 3. Ses fonctions incluent la surveillance de sections assignées, l'entretien du matériel, et l'assistance aux travaux scientifiques si besoin est. Sa « réponse prioritaire en cas de désastre » est de protéger le complexe de Black Mesa et l'équipement en cas d'urgence. Sa seconde priorité est d'assurer la sécurité du personnel scientifique (sa propre sécurité étant de moindre importance). 
Au début du jeu, le joueur peut apercevoir dans le casier de Calhoun des livres conspirationnistes intitulés The Truth About Aliens (La vérité sur les extraterrestres) et Government Conspiracies (Complots du gouvernement) laissant supposer qu'il est paranoïaque ou un adepte de la Théorie du complot (mais plus probablement, il s'agit d'une façon de rappeler que le jeu est centré sur les extraterrestres et se déroule dans une base secrète du gouvernement). Dans le casier de Calhoun se trouve également la photo d'une jeune femme qui laisse penser que Calhoun a une femme dans sa vie (accentué par la phrase Acheter des fleurs pour Lauren visible dans le manuel du jeu). Une boite dans son casier, une fois détruite, se révèle contenir un chumtoad (il s'agit d'un easter egg).
Barney Calhoun ne rencontre jamais Gordon Freeman au cours du premier Half-Life, à l'exception de quelques brefs instants où, de toute façon, ils ne peuvent pas se parler (au passage du tram de Gordon, puis via une caméra de surveillance et enfin lors de la capture de Freeman). Toutefois, il est suggéré que Barney Calhoun et Gordon Freeman se connaissaient avant l'incident. À ce sujet, Alyx raconte notamment dans Half-Life 2: Episode One une anecdote de Black Mesa selon laquelle Freeman et Calhoun aimaient faire la course en empruntant les conduits de ventilation pour retrouver les clefs du Dr. Kleiner lorsque celui-ci s'enfermait dehors.
Le chef des opérations (COO) de Valve, Scott Lynch, a prêté ses traits pour le visage de Barney dans Half-Life 2. En version originale, la voix de Barney est quant à elle celle de Michael Shapiro pour Half-Life et ses extensions ainsi que pour Half-Life 2.